# Tasmanoonops
Genre
Tasmanoonops est un genre d'araignées aranéomorphes de la famille des Orsolobidae.

## Distribution
Les espèces de ce genre sont endémiques d'Australie.

## Liste des espèces
Selon World Spider Catalog (version 15.5, 4/11/2014) :
- Tasmanoonops alipes Hickman, 1930
- Tasmanoonops australis Forster & Platnick, 1985
- Tasmanoonops buang Forster & Platnick, 1985
- Tasmanoonops buffalo Forster & Platnick, 1985
- Tasmanoonops complexus Forster & Platnick, 1985
- Tasmanoonops daviesae Forster & Platnick, 1985
- Tasmanoonops dorrigo Forster & Platnick, 1985
- Tasmanoonops drimus Forster & Platnick, 1985
- Tasmanoonops elongatus Forster & Platnick, 1985
- Tasmanoonops fulvus Hickman, 1979
- Tasmanoonops grayi Forster & Platnick, 1985
- Tasmanoonops hickmani Forster & Platnick, 1985
- Tasmanoonops hunti Forster & Platnick, 1985
- Tasmanoonops inornatus Hickman, 1979
- Tasmanoonops insulanus Forster & Platnick, 1985
- Tasmanoonops magnus Hickman, 1979
- Tasmanoonops mainae Forster & Platnick, 1985
- Tasmanoonops minutus Forster & Platnick, 1985
- Tasmanoonops mysticus Forster & Platnick, 1985
- Tasmanoonops oranus Forster & Platnick, 1985
- Tasmanoonops otimus Forster & Platnick, 1985
- Tasmanoonops pallidus Forster & Platnick, 1985
- Tasmanoonops parinus Forster & Platnick, 1985
- Tasmanoonops parvus Forster & Platnick, 1985
- Tasmanoonops pinus Forster & Platnick, 1985
- Tasmanoonops ripus Forster & Platnick, 1985
- Tasmanoonops rogerkitchingi Baehr, Raven & Hebron, 2011
- Tasmanoonops septentrionalis Forster & Platnick, 1985
- Tasmanoonops trispinus Forster & Platnick, 1985
- Tasmanoonops unicus Forster & Platnick, 1985

## Publication originale
- Hickman, 1930 : Studies in Tasmanian spiders. Part IV. Papers and Proceedings of the Royal Society of Tasmania, vol. 1929, p. 87-122.